# Elise Boot
Elise C.A.M. Boot (ur. 2 września 1932 w Rotterdamie, zm. 27 listopada 2023 w Utrechcie) – holenderska polityk, nauczycielka, posłanka do Parlamentu Europejskiego I II i kadencji.

## Życiorys
Elise Boot pracowała jako nauczycielka na uniwersytetach w Utrechcie, Salzburgu i Birmingham. W 1979 uzyskała mandat Posła do Parlamentu Europejskiego z ramienia Apelu Chrześcijańsko–Demokratycznego (CDA). W trakcie jego sprawowania była członkinią Grupy Europejskiej Partii Ludowej (Chrześcijańscy Demokraci), a w latach 1983–84 oraz 1985–87 była członkinią prezydium tej frakcji. Od 1978 do 1982 roku była także radną prowincji Utrecht.
W 1989 Elise Boot kandydowała do prawicowej partii katolickiej „Bóg z nami” w Parlamencie Europejskim. W latach 90. działała w holenderskiej, skrajnie prawicowej Partii Chrześcijańskich Demokratów (CDA), m.in. jako członek Komisji Rewizyjnej i jako sekretarz naukowy. W 1998 dołączyła do partii Algemeen Ouderen Verbond (AOV) – „Ogólne Przymierze Starszych” – partii, która nigdy nie weszła w skład rządu. Od grudnia 2002 była członkiem zarządu partii LPF („Lista Pim Fortuyn”).

## Funkcje pełnione w Parlamencie Europejskim
Elise Boot sprawując mandat Posła do Parlamentu Europejskiego była:
- Przewodniczącą Delegacji ds. stosunków ze Szwajcarią (1983–84),
- Przewodniczącą (1985–87) oraz wiceprzewodniczącą (1987–89) Delegacji ds. stosunków z państwami Europy Wschodniej,
- Członkinią Komisji ds. Polityki Regionalnej i Planowania Regionalnego (1979–89),
- Członkinią Komisji ds. Regulaminu i Petycji (1979–89),
- Członkinią Delegacji do Wspólnej Komisji Parlamentarnej EWG–Grecja (1979–80),
- Członkinią Komisji ds. Regulaminu, Weryfikacji Mandatów i Immunitetów (1987–89)[3].